# La leggenda del tesoro scomparso
La leggenda del tesoro scomparso (Outlaw Trail: The Treasure of Butch Cassidy) è un film del 2006, prodotto e diretto da Ryan Little., statunitense e di genere d'avventura. È liberamente basato sulle leggende derivanti dalla morte del reale fuorilegge del West Butch Cassidy, l'alias di Robert LeRoy Parker, la cui banda rapinava treni e banche negli anni 1890. Cassidy fuggì nel Sud America nel 1901, dove si crede sia morto nel 1908.
Il film prosegue la saga di Butch Cassidy dopo il finale del film di successo Butch Cassidy (Butch Cassidy and the Sundance Kid), del 1969 con Robert Redford e Paul Newman. Il protagonista, Roy Parket (nipote adolescente di Cassidy), si prefigge nel 1951 di trovare il tesoro che ritiene che Cassidy si sia lasciato indietro in Utah. Superando l'inflessibile opposizione del nonno, Roy e i suoi amici saranno coinvolti in molte avventure, inseguiti da criminali.
Il film fu prodotto in esterno in Utah dalla Go Films da una sceneggiatura di David Pliler. La colonna sonora è di Jay Bateman. Il film ha come protagonisti Ryan Kelley, Arielle Kebbel, Dan Byrd, e Brent Weber, e ha tra gli altri attori principali Bruce McGill e James Gammon. Il film fu pubblicato in Nord America nel 2006 ed è disponibile in DVD.

## Trama
Il prologo del film è ambientato in Bolivia nel 1908. Butch Cassidy scrive una lettera alla sua famiglia, avvolgendoci dentro una fibbia per cintura con incisa una mappa del tesoro. Cassidy e il suo complice, Harry Longabaugh (il "Sundance Kid"), cercano di sfuggire alla cattura quando il loro rifugio viene circondato dalla polizia boliviana.
Il film quindi si sposta a Circleville, nello Utah, nel 1951, dove Roy Parker, il nipote sedicenne di Butch Cassidy, difende la reputazione del suo famigerato antenato nonostante l'opposizione di Sam, il suo severo nonno e fratello minore di Cassidy. Sam non sopporta l'interesse di Roy per Cassidy, persino acconsentendo alla breve incarcerazione del ragazzo basata su un'accusa inventata, quando lo rimprovera "Ho passato la parte migliore della mia vita a cercare di non essere imbarazzato per la reputazione che il tuo eroe ha disposto per il nome Parker e tu cresci venerandolo". Il giovane Roy crede che Cassidy stava provando a farsi perdonare tornando negli Stati Uniti dalla Bolivia. Scopre la fibbia per cintura lasciata da Cassidy e scopre che è una mappa del tesoro seppellito da Cassidy da qualche parte nelle aree selvagge dello Utah.
Roy, dopo essere stato fatto evadere dalla prigione da Jess, il suo miglior amico e compagno di boy scout nei Circleville Troop 14, s'avventura con lui alla ricerca del tesoro. Si uniscono ai due Ellie, della quale Roy sta diventando infatuato, e Martin, che acconsente con riluttanza dopo che Roy ha preso il suo furgone durante l'evasione. I quattro sono inseguiti da Garrison, un ufficiale corrotto del museo non si fermerebbe davanti a nulla per ottenere per sé il tesoro. Ci sono scene d'inseguimento in automobile, una fuga disperata giù per un fiume in zattera senza pagaie, un salto sul tetto di un treno in corsa, Roy ed Ellie legati e imbavagliati e un viaggio straziante con un biplano, inframezzati da combattimenti con armi da fuoco.

## Produzione
Le riprese sono iniziate nel 2005. Filmato nello Utah, il film ha ricevuto incentivi dall' "Utah Film Commission", un'agenzia statale che promuove l'industria locale del cinema. La scena della cascata è stata girata a Bridal Veil Falls. In aggiunta alle città di Circleville e Kanab, altre scene sono state girate a Kane e Tooele Counties, e nel Bryce Canyon. The Stearman biplane usato nella sequenza aerea è stato fornito da the Utah Wing of the Commemorative Air Force. La costumista Anna K. Findley ha usato un'autentica uniforme da boy scout del 1951 per Roy Parker (Ryan Kelly), including such details as the 16-year old hero character's Life Scout badge.
La sequenza del treno è stata filmata al Heber Valley Historic Railroad dell'Utah usando una locomotiva 2-8-0|2-8-0 "Consolidation"-type. The engine's original owner was the Union Pacific Railroad – whose trains were sometimes the target of Cassidy's larcenous ways in the 1890s.

## Distribuzione
Prodotto da GO Films , il film è uscito nelle sale nel 2006 e su DVD nel 2007. Il critico David Cornelius lo ha giudicato uno dei 10 film migliori tra quelli usciti in dvd quell'anno, dicendo, "Quelli che cercano un  divertimento famigliare vecchio stile non dovrebbero cercare altro che questa storia del nipote adolescente di Butch Cassidy, coinvolto in una gara selvaggia per trovare l'oro nascosto". [8] 

## Riconoscimenti
Ryan Little e Adam Abel hanno vinto il Crystal Heart Award al Heartland Film Festival nel 2006, per il film.